# Rattle and Hum
Rattle and Hum is naast een studio- en live-album ook een concertfilm van U2. De film, geregisseerd door Phil Joanou, kwam op 4 november 1988 uit in de Verenigde Staten. De opnames werden gemaakt gedurende de 3rd leg van de Joshua Tree-tournee.

## Tracklist
1. Helter Skelter (Live) – 3:07 (cover van The Beatles)
2. Van Diemen's Land – 3:05
3. Desire – 2:59
4. Hawkmoon 269 – 6:22
5. All Along the Watchtower (Live) – 4:24 (cover van Bob Dylan)
6. I Still Haven't Found What I'm Looking For (Live) – 5:53
7. Freedom for My People – 0:38 (door Sterling Magee en Adam Gussow
8. Silver and Gold (Live) – 5:49
9. Pride (In the Name of Love) (Live) – 4:27
10. Angel of Harlem – 3:49
11. Love Rescue Me – 6:24
12. When Love Comes to Town – 4:15
13. Heartland – 5:03
14. God, Part II – 3:15
15. The Star-Spangled Banner – 0:43 (door Jimi Hendrix)
16. Bullet the Blue Sky (Live) – 5:36
17. All I Want Is You – 6:30

## Bezetting
- Bono – zang, gitaar, harmonica
- The Edge – gitaar, keyboard, zang
- Adam Clayton – basgitaar
- Larry Mullen jr. – drums

Extra:
- B.B. King – gitaar, zang in When Love Comes to Town
- Bob Dylan – Hammondorgel in Hawkmoon 269, zang in Love Rescue Me
- The New Voices of Freedom – zang in I Still Haven't Found What I'm Looking For
- The Memphis Horns – hoorn in Angel of Harlem en Love Rescue Me
- Benmont Tench – Hammondorgel in All I Want Is You

Bono · The Edge · Adam Clayton · Larry Mullen jr.